# Plátanos (ort i Grekland, Epirus, Nomós Ártas)
Plátanos är en ort i Grekland.   Den ligger i prefekturen Nomós Ártas och regionen Epirus, i den centrala delen av landet, 250 km nordväst om huvudstaden Aten. Plátanos ligger 696 meter över havet och antalet invånare är 224.
Terrängen runt Plátanos är kuperad västerut, men österut är den bergig. Runt Plátanos är det glesbefolkat, med 13 invånare per kvadratkilometer. Närmaste större samhälle är Theodóriana, 19,5 km norr om Plátanos. I omgivningarna runt Plátanos växer i huvudsak blandskog.